# WTA Finals 2021 – ženská čtyřhra
Ženská čtyřhra WTA Finals 2021 probíhala v první polovině listopadu 2021, jakožto závěrečný turnaj ženské profesionální sezóny. Do deblové soutěže Turnaje mistryň, premiérově hrané v mexické Guadalajaře, nastoupilo osm nejvýše postavených dvojic na žebříčku Porsche Race to the WTA Finals, počítaného od začátku kalendářní sezóny. Druhé největší mexické město ležící v nadmořské výšce přibližně 1 560 m n. m. získalo pořadatelství dodatečně, po zrušení podzimní asijské túry. Stálé pořadatelství turnaje bylo pro období 2019–2030 přiřčeno čínskému Šen-čenu. Skupiny získaly pojmenování po předkolumbovských památkách El Tajín a Tenochtitlán. Redukované odměny čtyřhry činily 1 milion dolarů.
Dvojnásobným obhájcem titulu byl maďarsko-francouzský pár Tímea Babosová a Kristina Mladenovicová, který se na turnaj nekvalifikoval. Během sezóny obě hráčky společně nastoupily pouze do Wimbledonu.
Rozlosování deblové soutěže proběhlo v pondělí 9. listopadu 2021. Kvalifikační místa si zajistily Američanky Coco Gauffová s Caty McNallyovou a Kanaďanka Gabriela Dabrowská s Brazilkou Luisou Stefaniovou. Oba páry však do závěrečné události nenezasáhly. Stefaniová v říjnu prodělala operaci předního zkříženého vazu po zranění kolene na US Open.
Vítězem se stal nejvýše nasazený pár Barbora Krejčíková a Kateřina Siniaková, který ve finále zdolal tchajwansko-belgické turnajové trojky Sie Šu-wej a Elise Mertensovou po dvousetovém průběhu 6–3 a 6–4. Šampionky se při své třetí účasti na závěrečné události roku staly první českou dvojicí, která ovládla Turnaj mistryň. Společně získaly jubilejní desátou trofej, z toho pátou v končící sezóně 2021. Soutěží prošly bez porážky, což znamenalo příděl 1 500 bodů do deblového žebříčku WTA a částku 360 000 dolarů na pár. Krejčíková na okruhu WTA Tour vybojovala jedenáctý deblový titul. Siniaková si připsala čtrnáctou kariérní trofej ze čtyřhry a poprvé od června 2019 se vrátila do čela deblového žebříčku, kde vystřídala Sie Šu-wej. Krejčíková se posunula na druhé místo, Sie klesla na třetí a Mertensová v den 26. narozenin na čtvrté. Finále bylo reprízou čtyři dny starého duelu ze základní skupiny. Již úvodní výhrou nad Fichmanou s Olmosovou získaly Češky jistotu, že se podruhé v kariéře stanou nejlepším párem sezóny.
Při závěrečném ceremoniálu Krejčíková připomněla historické události Československa pojící se k 17. listopadu. Svojí řečí dojala i trofej předávající Martinu Navrátilovou, která právě kvůli nesvobodnému režimu z Československa emigrovala. Řeč na téma svobody získala ohlas ve světě tenistů a novinářů. Andy Murray, Brad Gilbert či žurnalista Ben Rothenberg z New York Times ji spojili s kauzou čínské tenistky Pcheng Šuaj po jejím obvinění bývalého čínského vicepremiéra ze sexuálního napadení.

## Nasazení párů
1. Barbora Krejčíková /  Kateřina Siniaková (vítězky, 1500 bodů, 360 000 USD/pár)
2. Šúko Aojamová /  Ena Šibaharaová (semifinále, 625 bodů, 95 000 USD/pár)
3. Sie Šu-wej /  Elise Mertensová (finále, 955 bodů, 170 000 USD/pár)
4. Nicole Melicharová-Martinezová /  Demi Schuursová (semifinále, 625 bodů, 95 000 USD/pár)
5. Samantha Stosurová /  Čang Šuaj (základní skupina, 500 bodů, 70 000 USD/pár)
6. Alexa Guarachiová /  Desirae Krawczyková (základní skupina, 500 bodů, 70 000 USD/pár)
7. Darija Juraková /  Andreja Klepačová (základní skupina, 500 bodů, 70 000 USD/pár)
8. Sharon Fichmanová /  Giuliana Olmosová (základní skupina, 375 bodů, 50 000 USD/pár)

## Náhradnice
1. Nadija Kičenoková /  Ioana Raluca Olaruová (nenastoupily, 0 bodů)
2. Marie Bouzková /  Lucie Hradecká (nenastoupily, 0 bodů)

## Soutěž
| Legenda                                                       |                                                                        |                                                   |
| - Q – kvalifikant - WC – divoká karta - LL – šťastný poražený | - Alt – náhradník - SE – zvláštní výjimka - PR/SR – žebříčková ochrana | - w/o – bez boje - r – skreč - d – diskvalifikace |

### Finálová fáze
|  | Semifinále | Semifinále                                     | Semifinále                  | Semifinále | Semifinále |                               |   | Finále                                | Finále | Finále | Finále | Finále |
|  |            |                                                |                             |            |            |                               |   |                                       |        |        |        |        |
|  | 1          | Barbora Krejčíková Kateřina Siniaková          | 3                           | 6          | [10]       |                               |   |                                       |        |        |        |        |
|  | 4          | Nicole Melicharová-Martinezová Demi Schuursová | 6                           | 3          | [6]        |                               |   |                                       |        |        |        |        |
|  | 4          | Nicole Melicharová-Martinezová Demi Schuursová | 6                           | 3          | [6]        |                               | 1 | Barbora Krejčíková Kateřina Siniaková | 6      | 6      |        |        |
|  |            |                                                |                             |            |            |                               | 1 | Barbora Krejčíková Kateřina Siniaková | 6      | 6      |        |        |
|  |            | 3                                              | Sie Šu-wej Elise Mertensová | 3          | 4          |                               |   |                                       |        |        |        |        |
|  | 2          | 3                                              | Sie Šu-wej Elise Mertensová | 3          | 4          | Šúko Aojamová Ena Šibaharaová | 2 | 2                                     |        |        |        |        |
|  | 2          |                                                |                             |            |            | Šúko Aojamová Ena Šibaharaová | 2 | 2                                     |        |        |        |        |
|  | 3          | Sie Šu-wej Elise Mertensová                    | 6                           | 6          |            |                               |   |                                       |        |        |        |        |

### Skupina El Tajín
|   |                                       | Krejčíková Siniaková  | Sie Mertens   | Guarachi Krawczyk     | Fichman Olmos    | Zápasy | Sety       | Hry          | Pořadí |
| 1 | Barbora Krejčíková Kateřina Siniaková |                       | 6–3, 6–1      | 5–7, 7–6(7–3), [10–7] | 6–4, 6–1         | 3–0    | 6–1 (86 %) | 37–22 (63 %) | 1.     |
| 3 | Sie Šu-wej Elise Mertensová           | 3–6, 1–6              |               | 7–6(7–3), 6–2         | 6–4, 7–6(7–3)    | 2–1    | 4–2 (67 %) | 30–30 (50 %) | 2.     |
| 6 | Alexa Guarachiová Desirae Krawczyková | 7–5, 6–7(3–7), [7–10] | 6–7(3–7), 2–6 |                       | 0–6, 6–3, [11–9] | 1–2    | 3–5 (38 %) | 28–35 (44 %) | 3.     |
| 8 | Sharon Fichmanová Giuliana Olmosová   | 4–6, 1–6              | 4–6, 6–7(3–7) | 6–0, 3–6, [9–11]      |                  | 0–3    | 1–6 (14 %) | 24–32 (43 %) | 4.     |

### Skupina Tenochtitlán
|   |                                      | Aojama Šibahara  | Melichar-Martinez Schuurs | Stosur Čang                  | Jurak Klepač                 | Zápasy | Sety       | Hry          | Pořadí |
| 2 | Šúko Aojamová Ena Šibaharaová        |                  | 6–4, 7–6(7–5)             | 6–4, 3–6, [7–10]             | 6–0, 6–4                     | 2–1    | 5–2 (71 %) | 34–25 (58 %) | 1.     |
| 4 | Melichar-Martinezová Demi Schuursová | 4–6, 6–7(5–7)    |                           | 6–2, 6–2                     | 6–4, 3–6, [10–2]             | 2–1    | 4–3 (57 %) | 32–27 (54 %) | 2.     |
| 5 | Samantha Stosurová Čang Šuaj         | 4–6, 6–3, [10–7] | 2–6, 2–6                  |                              | 7–6(12–10), 6–7(4–7), [5–10] | 1–2    | 3–5 (38 %) | 28–35 (44 %) | 4.     |
| 7 | Darija Juraková Andreja Klepačová    | 0–6, 4–6         | 4–6, 6–3, [2–10]          | 6–7(10–12), 7–6(7–4), [10–5] |                              | 1–2    | 3–5 (38 %) | 28–35 (44 %) | 3.     |